# Tipula (Acutipula) graphiptera
Tipula (Acutipula) graphiptera is een tweevleugelige uit de familie langpootmuggen (Tipulidae). De soort komt voor in het Palearctisch gebied.